# 賈炳達公園站
贾炳达公园站（英語：Carpenders Park railway station）是伦敦地上铁沃特福德直流电铁线的一座车站，位于伦敦的三河區，属于第7收费区。

## 概況
本站位於贾炳达公园和南奥克西交界处，附近有一高尔夫球场。车站拥有一个岛式月台，东出口去往贾炳达公园，西出口去往南奥克西。

## 歷史
1914年，本站開通。1917年4月16日，倫敦地鐵貝克盧線接管了本站。1952年，车站南移210米新建，旧站废弃。1982年9月24日，倫敦地鐵貝克盧線不再營運此站，移交至伦敦地上铁管理。

## 列車服務
經過本站的列車為20分鐘一班，到達尤斯顿站需要44分，到達沃特福德交汇站需要8分。

## 其他
由於伦敦地铁贝克卢线將在2025年左右大量更新車輛，預計屆時伦敦地铁贝克卢线將重新服務沃特福德直流电铁线和本站，而倫敦地上鐵亦將撤回在此路線和本站的服務。